# The Mexican Dream

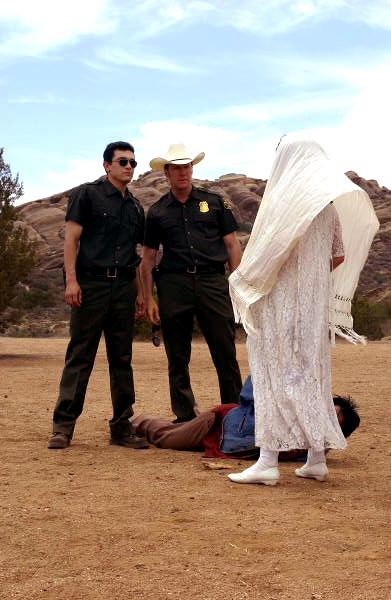
Ajileo Barajas se disfraza como "La Llorona" para enfrentar a la patrulla fronteriza.

The Mexican Dream es una comedia de 2003 escrita y dirigida por Gustavo Hernández Pérez.

## Argumento
Ajileo Barajas tiene un sueño. Quiere ir a Los Ángeles para convertirse en una estrella de Hollywood y así, poder ofrecerle a su familia una vida mejor. El problema es que Ajileo vive en México. Para hacer realidad su sueño, deberá interpretar el papel más grande e importante de su vida.
Cargado de mucha locura y desespero por alcanzar su meta, Ajileo ha diseñado un plan maestro, el cual consiste en cruzar la frontera ilegalmente, vestido como una mujer. De esta manera, y en caso de ser arrestado por oficiales de inmigración, Ajileo jura que será tratado como una dama, y por lo tanto, las consecuencias serán menos dolorosas.
Ajileo se despide de su esposa e hijo, y emprende una travesía por el peligroso desierto. Un Contrabandista de inmigrantes: El coyote; un sol inclemente; una patrulla fronteriza; y una realidad áspera y cruda de las grandes ciudades, son apenas algunos de los obstáculos que tendrá que enfrentar para lograr su sueño.
Una vez establecido en Hollywood, donde todo y nada es como se lo había imaginado, Ajileo descubre que su propia odisea apenas comienza. Después de incesantes audiciones de casting, e intentos fallidos por obtener un rol en alguna película, Ajileo pierde la inocencia, al darse cuenta de que sólo su familia, ahora muy lejos, y un puñado de esperanzas, son sus únicas armas para continuar luchando.
The mexican dream es una tragicomedia sobre los sueños y desilusiones que llevan a tantos y tantos  inmigrantes ilegales a cruzar las fronteras y abandonar sus vidas al destino. Es una mirada, un guiño quizás, a uno de los mayores problemas sociales de nuestro siglo 21, la inmigración.
Dicen que la hierba crece más verde al otro lado… pues no es verdad.

## Reparto
- (Ajileo Barajas) Jesus Perez
- (Coyote) Martin Morales
- (Oficial gringo) Jeff LeBeau
- (Oficial latino) Leonard Rodríguez
- (Ortencia Barajas) Karla Zamudio
- (Cristancio Barajas) Robby D. Bruce (Aparece como Robby Bruce)
- (Chofer de Ilegales) Shelly Desai
- (Director de 1.ª sesión) Kevin Planeta
- (Productor de 1.ª sesión) Peter Santana
- (Productor de 2.ª sesión) George McDonald
- (Director de Casting de 2.ª sessión) Jenna Chevigny
- (Director de 2.ª sesión) Gregory Hughes
- (Recepcionista) Gina DeVettori (Aparece como Arianna Nicolette)
- (Chofer de auto Mercedes) Norman Mora
- (Ilegal) Joel McDonell
- (Hombre con donut) Sam Bowen as Man with donut (sin crédito)

## Producción
The Mexican Dream es una tragicomedia que explora los sueños y desilusiones, las esperanzas y desesperos que impulsan a tantas personas a abandonar sus vidas al destino. Es la mirada íntima de un hombre que toca los extremos para darle a su familia un mejor mañana. La historia ilustra la fuerza, valor y pasión de Ajileo Barajas por conseguir sus sueños.
La idea fue inspirada en una realidad muy palpable en California del sur. La inmigración ilegal es un hecho ignorado por muchos. Gustavo Hernández Pérez, director y guionista de la película, conmovido por el hecho y después de indagar entre varios artículos y reportajes aparecidos en distintas revistas independientes, elaboró una historia capaz de enaltecer no sólo el esfuerzo de cualquiera que ha ido o ha tenido que pasar por una situación similar, sino que también logró generar una carga emotiva y reflexiva en el público general.
Un Ajileo Barajas quijotesco, construido bajo la premisa de ser un embajador de todos los inmigrantes del mundo, es sin duda la columna vertebral de una historia muy simple dentro su complejidad. En “The mexican dream” se exploran las emociones básicas de todo ser humano, y se abre paso a una aventura entre sueños y realidades, donde la esperanza  va cobrando cada vez mayor fuerza, convirtiéndose en la propia esencia del film.
Jan L. Latussek, productor de la película, se identificó con el proyecto desde el principio. Jesús "Chuy" Pérez, un actor Latino excepcional que había participado en un par de películas anteriores del AFI, no escatimó esfuerzos en  sumarse a esta travesía soñadora. El director y él trabajaron largas horas de ensayo, explorando el personaje. Fue un proceso extenso, pero vital para la obtención de resultados satisfactorios.
"No lo vas a lograr" probablemente fue la frase que en reiteradas ocasiones fue dirigida a varios de los miembros de la producción de "The mexican dream”. Pero así como Ajileo, la esperanza es lo último que se pierde.  La Producción no fue nada fácil. Un reparto de catorce actores, varios extras, diecisiete locaciones, y un crew bastante limitado, hizo de esta película todo un desafío de logística. Desde la primera versión del guion, estuvo siempre muy claro que todas las escenas eran necesarias. Ni el productor o el director quisieron sacrificar ninguna de ellas. El guion era muy sólido, y sus situaciones estaban muy justificadas.
Dos meses antes de la ejecución del rodaje, se reunió al reparto y los diferentes ensayos dieron inicio. El grupo pasó a ser una gran familia, creando un ambiente fraterno y disfrutando de la evolución del proyecto como algo común. Faltaba encontrar a nuestro diseñador de producción. Debía ser alguien capaz de cumplir con la complicada tarea de retratar los dos mundos opuestos en la película. Alguien que pudiera incorporarse a la producción de forma inmediata, así como entender y asimilar la dirección visual y estética que Gustavo, junto con Joerg Schodl, el director de fotografía, imprimieron al film.
Kristrun Eyjolfsdottir entró a bordo un mes y medio antes del rodaje.  Su aporte creativo y disciplina, permitieron que la recreación de los ambientes mexicanos y californianos,  fuesen sencillamente asombrosos. Ella no sólo logró adaptarse inmediatamente a la visión del equipo,  sino que también trabajó con mucha eficiencia  ante las restricciones presupuestarias con que la producción se vio envuelta. "Me siento en familia" comentó uno de los actores el primer día del ensayo grupal. Todos estábamos en la misma página y todos nos sentíamos emocionados  de poder contribuir con un granito de arena.
Jan L. Latussek, le encanta decir que es "una película hecha por un manojo de apasionados”. Y así lo cree el resto del equipo. Gustavo por su parte, le gusta pensar que la realización del film siempre estuvo amparada por la virgencita de Guadalupe (Protectora del inmigrante) y el espíritu mágico de La llorona. Siempre nos sentíamos muy felices de aportar vida a “The mexican dream”.
Debido a las restricciones presupuestarias y las limitaciones de tiempo, el equipo se vio en la necesidad de tomar una decisión muy importante, que por cierto resultó ser muy acertada. El formato de la película había sido tema de muchas discusiones, y al final se optó por rodar el film en video de alta definición, más conocido como HD 24p.  Joerg Schold, el director de fotografía, logró adentrarse en la nueva tecnología gracias a la colaboración del Sony Video Center del AFI y la Corporación Sony de América.
El 28 de mayo, después de varios meses de ardua preparación, el rodaje dio inicio.  Los días pasaron. Bajo condiciones extremas, se vivieron momentos muy duros, pero soportables por un equipo de trabajo que se tornaba invulnerable. Desde los asistentes de producción hasta los actores,  todos colaboraron. Fueron seis días intensos, algunos incluso bajo el inclemente sol del desierto, con una temperatura que alcanzó 105°.

## La Posproducción
La ayuda y apoyo prestado por la gente que labora en The Post group, fue increíble. Se hizo un HD on line con una excelente corrección de color, y algunos efectos visuales.
La posproducción del sonido se llevó a cabo en las instalaciones de AZ producciones, en Los Ángeles. En cuanto a la música, Juan J. Colomer, compositor  de la mitad de la banda sonora, trabajó de forma desinteresada para darle a la película un toque melódico, sensorial y cinematográfico.  Su gran entendimiento de las necesidades dramáticas y de nuevo, la colaboración direccional por parte de Gustavo Hernández Pérez, terminó por darle a la música un aire esperanzador. La parte musical de corte tropical, estuvo a cargo del músico venezolano Aureliano Méndez "Panasuyo". En colaboración con Jesús “Chuy” Pérez, quien había escrito una canción especialmente para la película, Aureliano dio rienda suelta a su inmediata creatividad sonora, dándole vida  a varias canciones originales que lograron representar de forma muy orgánica, el mundo de Ajileo Barajas.
Marina Ratina, fue la última en incorporarse al equipo. Su aporte generoso en colaborar con una secuencia animada de los créditos iniciales, es invalorable. Para Gustavo Hernández Pérez era muy importante crear una secuencia de títulos muy dinámica que no solo continuara con el ritmo de la película, sino que al mismo tiempo, ofreciera información nueva sobre el mundo de Ajileo. Después de varias conversaciones, varias pruebas, y un trabajo duro, Marina le dio vida a una animación muy poderosa. Los resultados son simplemente impresionantes.

## Premios
- Mejor Director Latino del Año. Sindicato de Directores de Estados Unidos. Premios estudiantiles DGA.
- Mejor Director del Año. Premio AFI Franklin J. Schaffner Fellowship Award.
- Premio Platino al Mejor Cortometraje Original. Festival Mundial de Houston.
- Premio Platino al Mejor Cortometraje de Comedia. Festival Mundial de Houston.
- Mejor Cortometraje de Ficción. Festival Mundial de Cine de San Francisco.
- Mejor Cortometraje. Categoría Video.  Festival Internacional de Cine de Valdivia, Chile.
- Gran Premio de La Audiencia. Mejor Cortometraje.  Festival de Cine de Grinnell College, Iowa.
- Mejor Cortometraje de Ficción. Festival de Cortometrajes de Philadelphia.
- Mejor Guion. Festival Internacional de cortometrajes de Miami.
- 2.º Lugar. Mejor Cortometraje. Festival Internacional de Cine Independiente El Elche, España.
- 3.er Lugar. Mejor Cortometraje. Festival Internacional de Cine de Athens, Ohio.
- Finalista Nacional. Premios de La Academia. Oscar Estudiantil.